# Mario Lanzi
Mario Lanzi (Castelletto sopra Ticino, 10 ottobre 1914 – Schio, 20 febbraio 1980) è stato un mezzofondista e velocista italiano, medaglia d'argento negli 800 metri piani ai Giochi olimpici di Berlino 1936 e agli Europei di Torino 1934, nonché medaglia di bronzo agli Europei di Parigi 1938.

## Biografia
Lanzi è stato uno dei migliori rappresentanti del mezzofondo veloce italiano (400 e, soprattutto, 800 metri), negli anni 1930, la sua lunga carriera si prolungò sino al 1951.
Vinse otto titoli italiani sugli 800 m, cinque sui 400 m, quattro nella staffetta 4×400 m ed uno in quella 4×100 m.
È stato presente per ben 11 stagioni, di cui 10 consecutive, nella top 25 mondiale degli 800 metri piani.

## Progressione

### 800 metri piani
| Stagione | Tempo  | Luogo     | Data      | Rank. Mond. |
| -------- | ------ | --------- | --------- | ----------- |
| 1945     | 1'51"2 | Schio     | 17-8-1945 | 9º          |
| 1943     | 1'51"6 | Milano    | 10-7-1943 | 8º          |
| 1942     | 1'50"4 | Milano    | 5-9-1942  | 3º          |
| 1941     | 1'49"0 | Bologna   | 29-6-1941 | 1º          |
| 1940     | 1'49"3 | Stoccarda | 4-8-1940  | 5º          |
| 1939     | 1'49"0 | Milano    | 15-7-1939 | 2º          |
| 1938     | 1'50"4 | Londra    | 1-8-1938  | 2º          |
| 1937     | 1'50"5 | Milano    | 29-6-1937 | 8º          |
| 1936     | 1'50"6 | Malmö     | 13-8-1936 | 6º          |
| 1935     | 1'52"2 | Berlino   | 1-9-1935  | 8º          |
| 1934     | 1'51"8 | Torino    | 8-9-1934  | 5º          |

## Palmarès
| Anno | Manifestazione  | Sede    | Evento      | Risultato | Prestazione | Note |
| ---- | --------------- | ------- | ----------- | --------- | ----------- | ---- |
| 1934 | Europei         | Torino  | 800 m piani | Argento   | 1'52"0      |      |
| 1936 | Giochi olimpici | Berlino | 800 m piani | Argento   | 1'53"3      |      |
| 1938 | Europei         | Parigi  | 800 m piani | Bronzo    | 1'52"0      |      |

## Campionati nazionali
1934
- Argento ai campionati italiani assoluti, 1500 m piani - 4'04"6
- Oro ai campionati italiani assoluti, 800 m piani - 1'54"1

1935
- Oro ai campionati italiani assoluti, 800 m piani - 1'56"3
- Argento ai campionati italiani assoluti, 400 m piani - 49"3
- Oro ai campionati italiani assoluti, staffetta 4x400 m - 3'20"1
- Oro ai campionati italiani assoluti, staffetta 4x1500 m - 16'42"3

1936
- Oro ai campionati italiani assoluti, staffetta 4x1500 m - 16'38"8

1937
- Oro ai campionati italiani assoluti, 400 m piani - 48"4
- Oro ai campionati italiani assoluti, staffetta 4x400 m - 3'22"4

1939
- Oro ai campionati italiani assoluti, 800 m piani - 1'51"6
- Oro ai campionati italiani assoluti, staffetta 4x400 m - 3'19"2
- Oro ai campionati italiani assoluti, staffetta 4x100 m - 41"8

1940
- Oro ai campionati italiani assoluti, staffetta 4x100 m - 41"6